# Guiyang Longdongbao International Airport
Guiyang Longdongbao International Airport  kode (IATA: KWE, ICAO: ZUGY), er en lufthavn i udkanten af storbyen Guiyang i Kina.
Lufthavnen blev åbnet i 1997, er landets sjette største og har en kapacitet på ca. fem millioner passagerer om året.
Fra lufthavnenen er der forbindelse til 40 storbyer i Kina og der er internationale flyruter til blandt andet Hong Kong, Macau og Bangkok.

## Flyforbindelser og distinationer
- Air China (Beijing, Chengdu, Fuzhou, Guangzhou, Haikou, Hangzhou, Kunming, Sanya, Shanghai-Hongqiao, Shenzhen, Xiamen)
- China Eastern Airlines (Changsha, Kunming, Nanchang, Shanghai-Hongqiao)
- China Express Airlines (Liping City, Nanning, Tongren, Xingyi, Zhanjiang)
- China Southern Airlines (Beijing, Changsha, Chengdu, Chongqing, Guangzhou, Kunming, Nanjing, Shanghai-Hongqiao, Shenzhen, Wuhan,   Zhengzhou)
- Hainan Airlines (Beijing, Guangzhou, Haikou, Nanning, Sanya, Xi'an)
- Shanghai Airlines (Shanghai-Hongqiao)
- Shenzhen Airlines (Shenzhen)
- Sichuan Airlines (Chengdu, Chongqing, Tongren)
- United Eagle Airlines (Chengdu)
- Xiamen Airlines (Changsha, Guilin, Xiamen)

| Luftfart | Spire Denne artikel om flyvning er en spire som bør udbygges. Du er velkommen til at hjælpe Wikipedia ved at udvide den. |

26°32′19″N 106°48′03″Ø / 26.5386°N 106.8008°Ø